# Патријарх српски Мојсије I
Мојсије I (световно Рајовић или Рајић) био је архиепископ пећки и патријарх српски од 1712. до 1725. године.

## Биографија
Рођен је око 1665. године у Трговишту (Стари Рас). Замонашио се у манастиру Милешеви. 1704. године изабран је за митрополита рашког и хиротонисан од стране српског патријарха Калиника I.
Након смрти патријарха Атанасија I, изабран је 1712. године за новог архиепископа пећког и патријарха српског. Српска патријаршија је у то време била у тешком материјалном положају, те је био присиљен да се често обраћа карловачким митрополитима за финансијску помоћ. На народно-црквеном сабору у Карловцима 1713. године одлучено је да Пећка патријаршија има у Карловачкој митрополији једног свог сталног повереника, који ће купити добровољне прилоге по свим епархијама аустроугарских Срба у корист пећке патријаршије. Пошто је сазнао за ову одлуку патријарх Мојсије је у Карловце послао свога протосинђела Гаврила који је водио бригу око скупљања прилога за Пећку патријаршију. Међутим, ови прилози нису били довољни да подмире потребе у Пећи, Срби из Хабзбуршке монархије помагали су Патријаршији српској и на тај начин што су јој остављали тестаментом одређене суме новца. Познате су у историји и „пећке кутије” које су постављане по градовима Карловачке митрополије у које се скупљао прилог за осиромашену пећку цркву. Ове кутије су постојале све до доласка патријарха Арсенија IV.
Патријарх Мојсије се бринуо и за остале српске светиње. Тако 5. јуна 1720. године препоручује хиландарске монахе Партенија и Макарија митрополиту карловачком Викентију, који су дошли у Карловачку митрополију ради сакупљања прилога за манастир Хиландар.
Познато је да је патријарх Мојсије водио бригу и око израде иконостаса за манастир Студеницу, који је финансирао карловачки митрополит Вићентије (Јовановић). Ишао је у Нови Пазар 1722. године да моли турске власти да не руше Ђурђеве Ступове да би сазидали град. Поред тога био је веома ревностан у обиласку своје пастве у Босни, Херцеговини, Далмацији и Самокову. Посебно је важна његова посета Далмацији, где је положај православних Срба био веома тежак. Његовим поздравом од 18. априла 1714. године из манастира Драговића, упућен епископу Саватију, каваљерима, сердарима, харамбашама и хришћанима уопште, далматински Срби су добили снагу да бране своју угрожену православну веру. Приликом своје посете Грбаљској жупи 1719. Године, патријарх Мојсије извршио је три епископске хиротоније.
У време патријарха Мојсија вођен је рат између Аустрије и Млетачке републике против Турске 1716-1718. Турска је поражена код Петроварадина и изгубила је важне области: Банат, југоисточни Срем, северну Србију од Западне Мораве, у Босни област на десној обали Уне и Саве. Од Пећке патријаршије су Карловачкој митрополији припојене епархије: Београдско-сремска, Ваљевска, Темишварска, и Вршачка. Тада је Београдска митрополија оформљена као аутономна црквена организација, независна од Карловачке митрополије, због чега је дошло до сукоба између карловачког митрополита Викентија (Поповића) и београдског митрополита Мојсија (Петровића). Патријарх Мојсије је измирио завађене митрополите и у својој грамати од 15. августа 1721. одредио да се после смрти митрополита Викентија споје обе митрополије у једну. До формалног спајања обе митрополије није дошло због аустријских власти које то нису дозволиле, њихово спајање је било у личности митрополита Мојсија Петровића који је од 1725. управљао обема митрополијама.
Забележено је и то да је успео да осујети намеру грчког калуђера Тимотија, који је од Турака успео да купи пећки трон, да на њега и ступи. То је учинио уз помоћ Цариградске патријаршије.
Патријарх Мојсије је умро 13. априла 1726. године у Пећи.